# ベルギー漫画センター
ベルギー漫画センター（ベルギーまんがセンター、フランス語: Centre belge de la Bande dessinée、オランダ語: Belgisch Centrum voor het Beeldverhaal）は、ブリュッセルのビジネス地区の旧デパートにある博物館。
ベルギー漫画センターではベルギー漫画の歴史を展示しており、フランス語、ドイツ語、英語で漫画の例を展示している。
サイエンス・フィクション、ワイルド・ウェスト、犯罪、政治、『スマーフ』のような子供向けコミックなど、漫画全範囲をカバーしている。
ベルギーで最も有名な漫画キャラクターであるタンタンとスノーウィ及びこれらの作者エルジェに関してもいくつか展示がある。『タンタンの冒険』のスタイルや彼らの歴史は、キャラクターの実物大モデルやタンタンの冒険からのセットを含むことが検討されている。歴史的な建物の地上階にはショップ、図書館、レストランがあり、これらはベルギーのアール・ヌーヴォー建築家、ヴィクトール・オルタにより設計された。

## ギャラリー

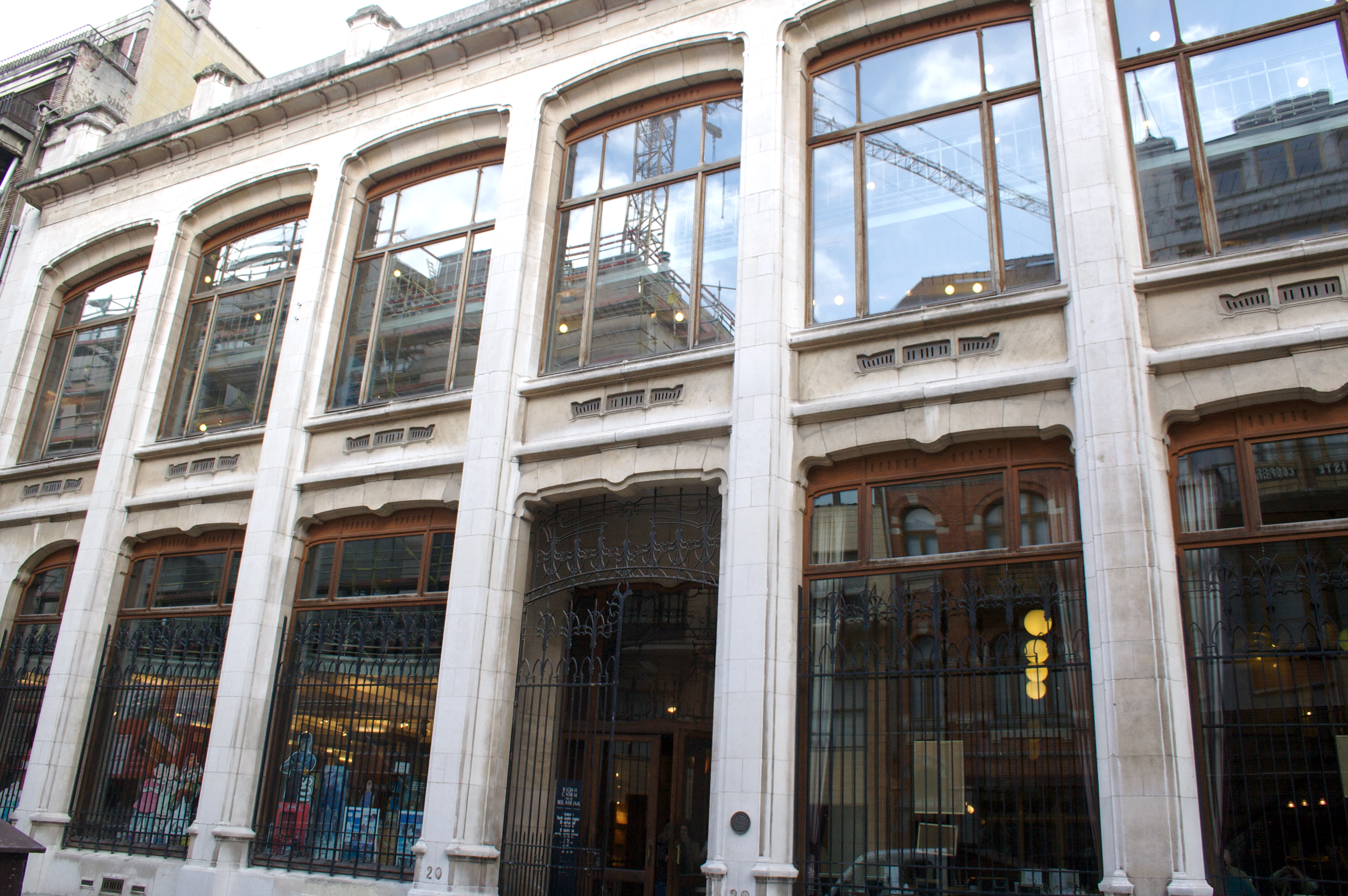
博物館のファサード
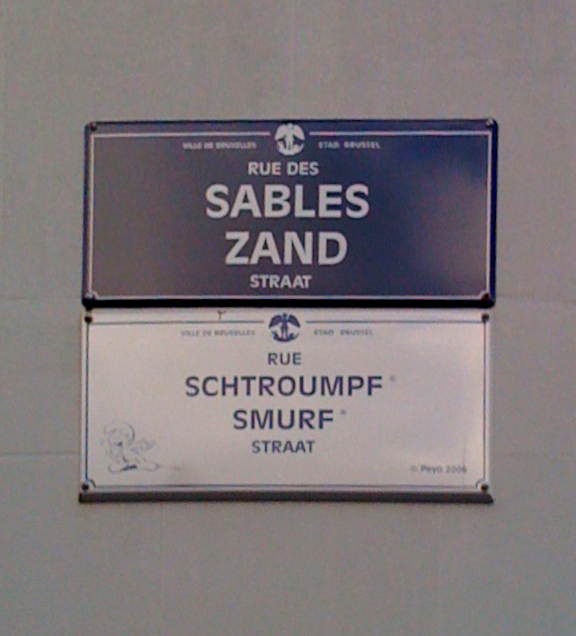
Pannonceau Rue Schtroumpf
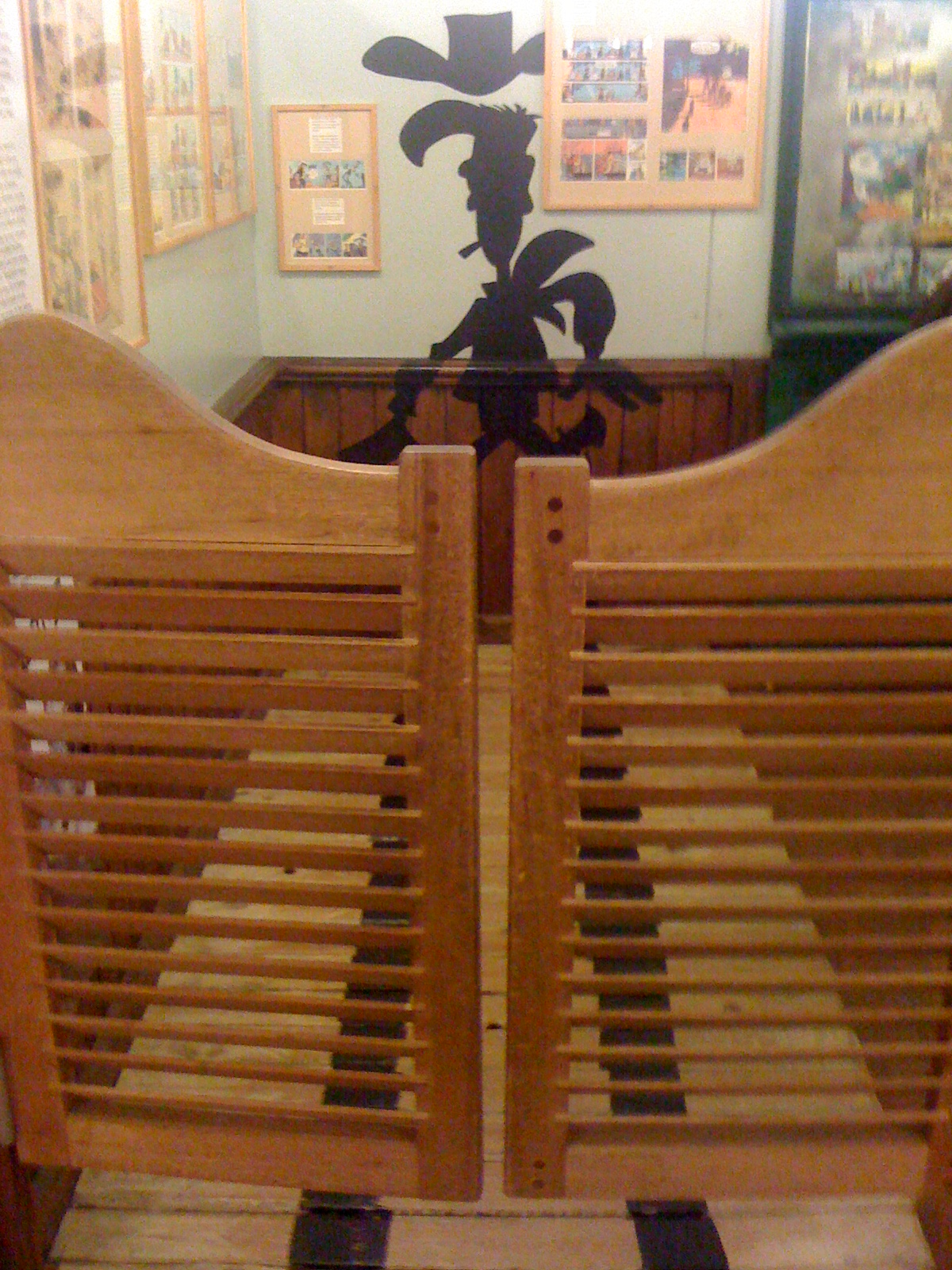
ラッキー・ルークの影
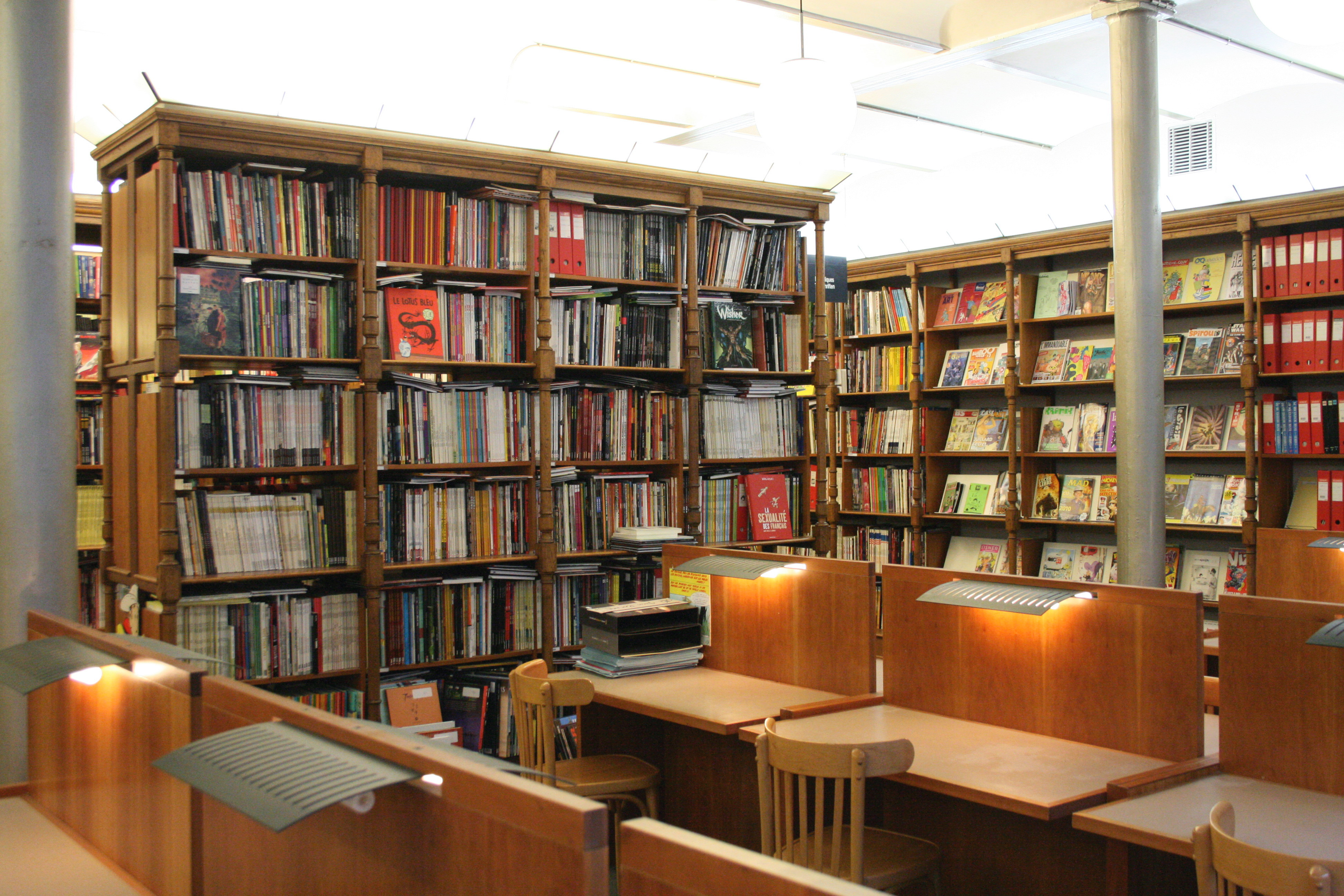
図書館
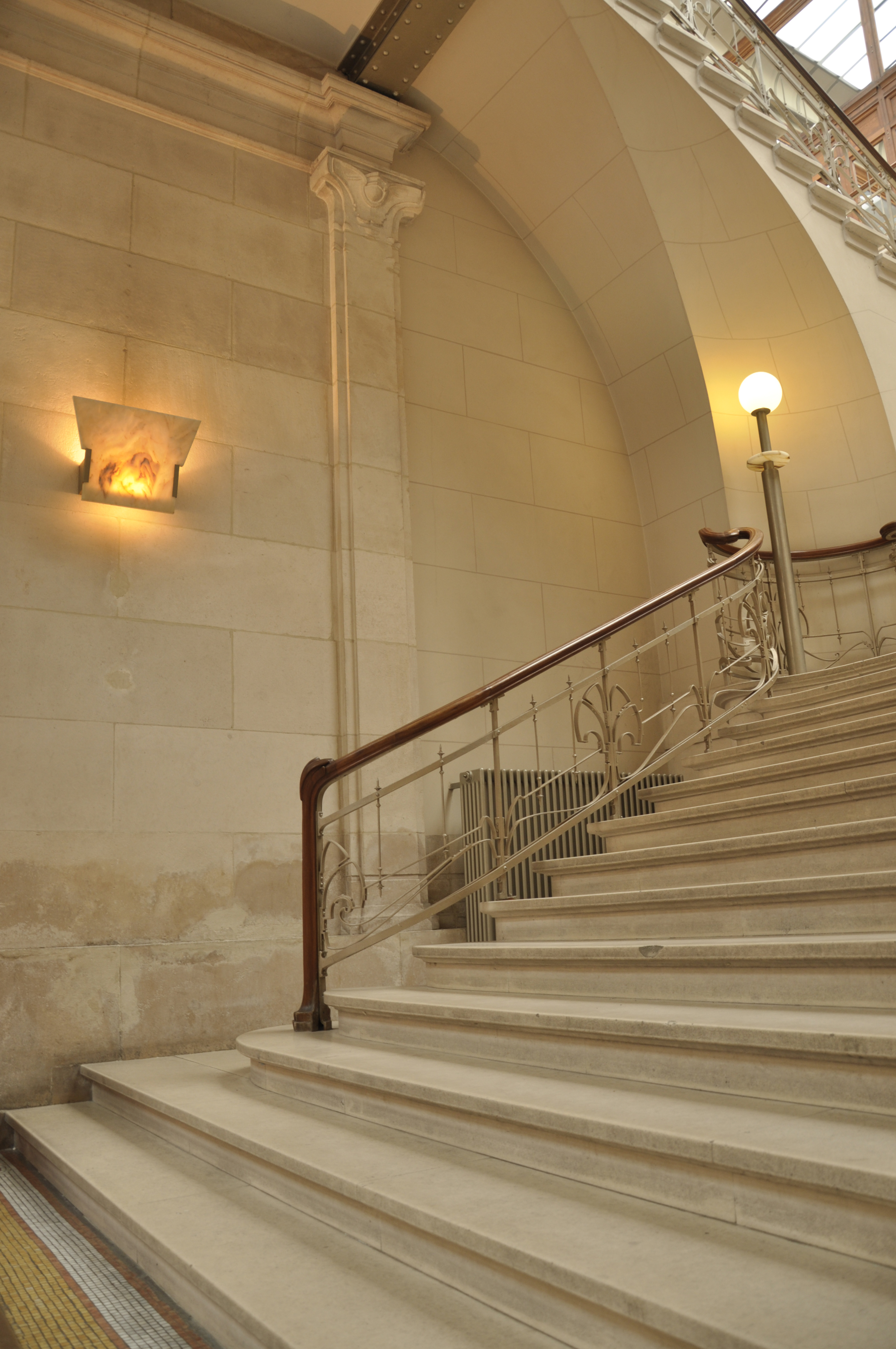
エントランスの階段
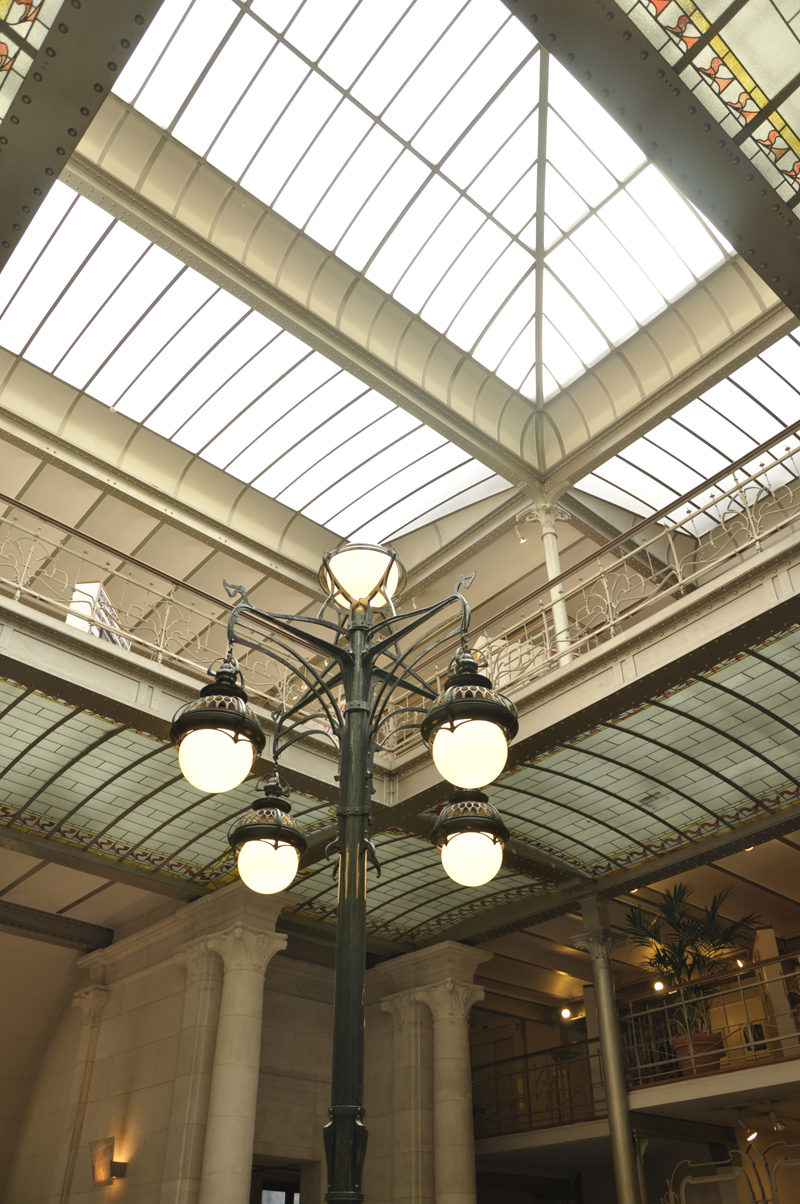
建物のメインライト
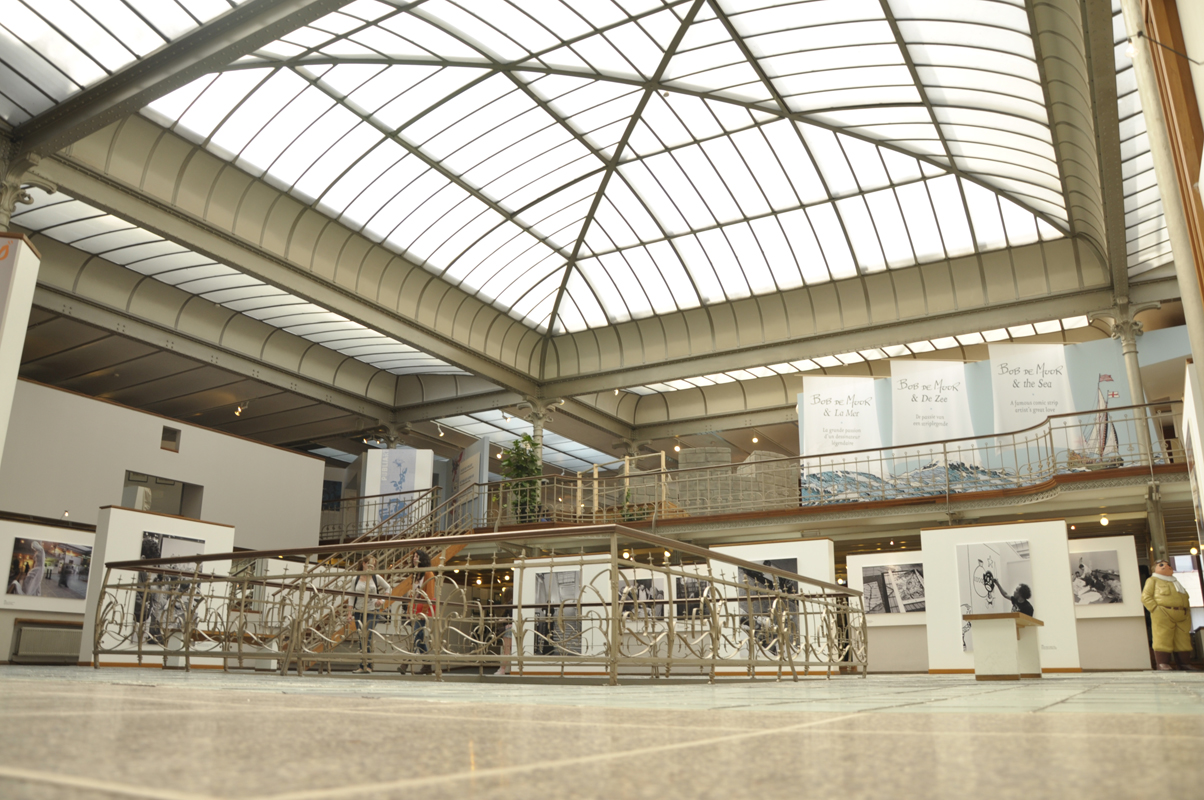
フロア
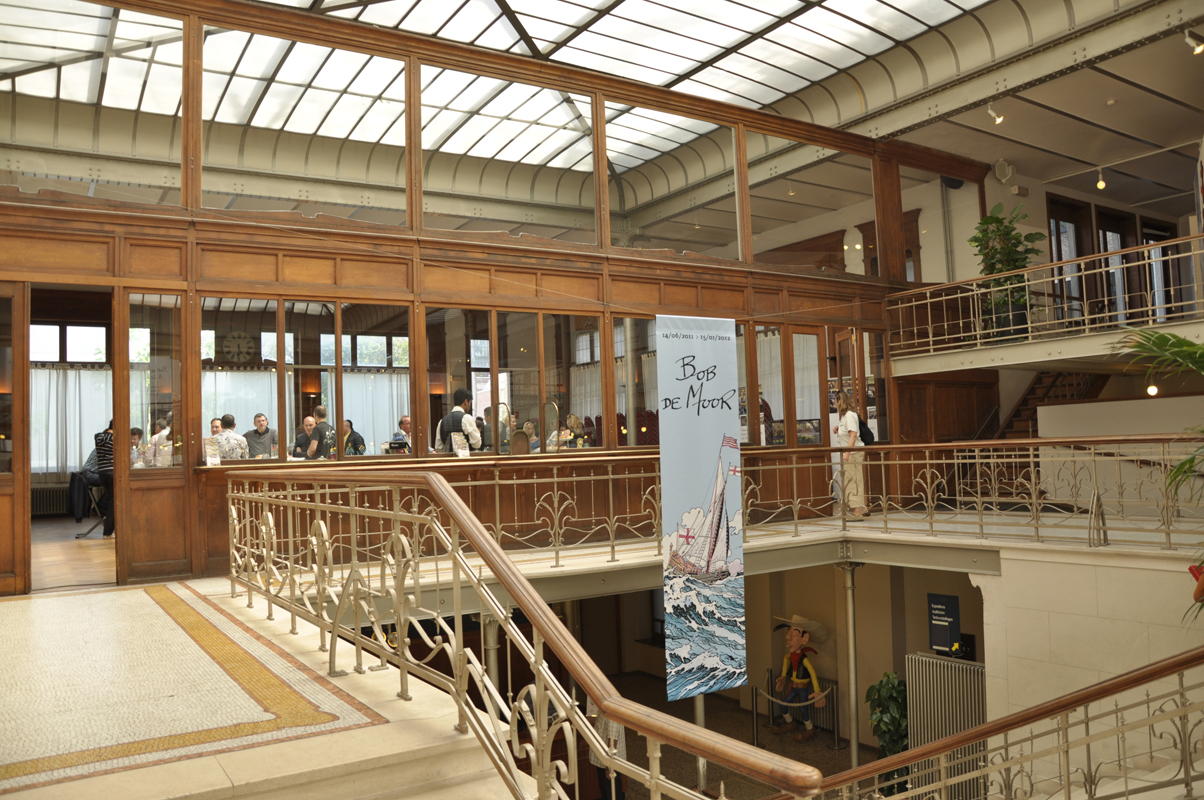
フロア
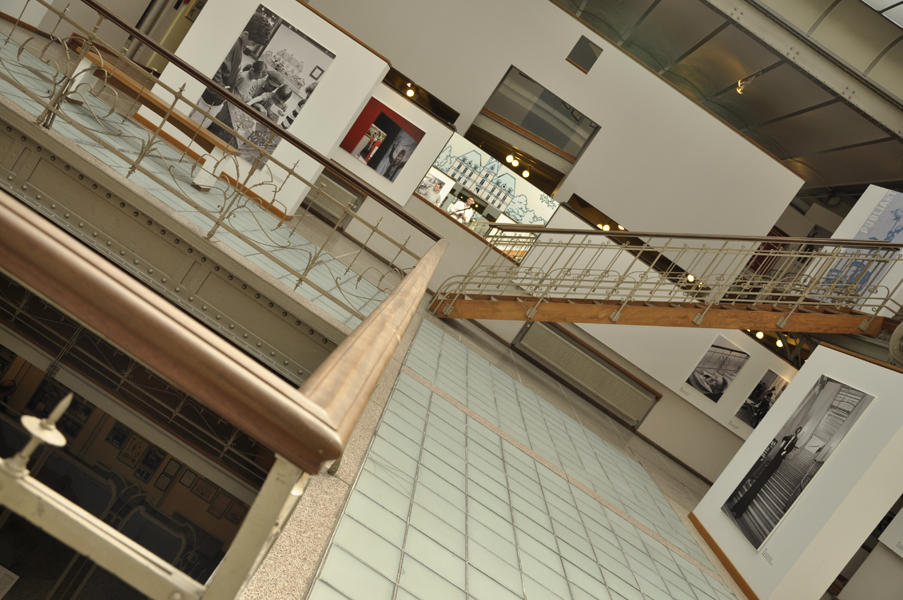
2階の眺め
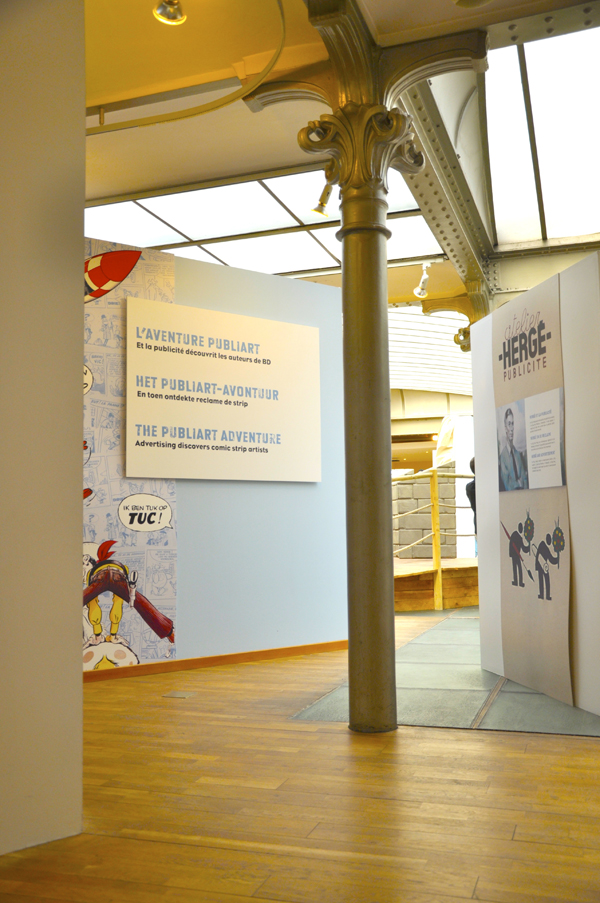
PUBLIARTスペースへの入口